# Любка Радкова
Любка Радкова е българска тенисистка, родена на 25 март 1945 г. Състезателка за Фед Къп. За националния отбор на България има една победа и девет загуби.
През 1968 г. участва на Откритото първенство на Франция, където губи в първия кръг.
През 1978 г. печели турнир в Истанбул на смесени двойки заедно с Божидар Пампулов.
Тя е майка и треньор на известната българска тенисистка Елена Пампулова.